# Панчишин Михайло Михайлович
Панчишин Михайло Михайлович (творчий псевдонім PTASHKIN; також Ян Пташкін; нар. 10 лютого 1998, Рудки, Україна) — український співак та автор пісень. Переможець восьмого сезону телевізійного талант-шоу «X-Фактор», та тринадцятого сезону телевізійного співочого шоу «Голос Країни».

## Біографія
Народився 1998 року у місті Рудки Самбірського району Львівської області. Навчався у Рудківській гімназії, яку закінчив у 2015 році. Згодом навчався у Львівському професійному коледжі готельно-туристичного та ресторанного сервісу за професією — кухар-кондитер. Опісля працював в суші-барі у Львові. З дитинства і до сьогодні є членом Національної скаутської організації України — Пласт.
Наприкінці лютого 2022 року, разом з Іоанном Зенковим, який є продюсером співака, долучився до лав київської тероборони під час російського вторгнення в Україну. Брав участь у звільненні Ірпеня, а згодом поїхав воювати на схід, а саме — на Бахмутський напрямок. Після року служби був поранений та госпіталізований, а опісля — звільнений з лав ЗСУ. У січні 2023 був нагороджений медаллю «За військову службу Україні».

## Музична діяльність
Професійної музичної освіти співак не мав. Музика та спів стали його важливим життєвим захопленням. У 2016 році він створив рок-гурт Ptashkin, який випустив кілька пісень українською та російською мовами.

### X-Фактор 2017
У 2017 році Михайло взяв участь у талант-шоу «X-Фактор» на телеканалі СТБ. 11 листопада у першому прямому ефірі співочого шоу хлопець виконав пісню гурту «Океан Ельзи» «Susy». Пройшовши до фіналу він потрапив до команди Дмитра Шурова. 30 грудня у суперфіналі Михайло Панчишин став переможцем шоу, в результаті публічного голосування телеглядачів України. За перемогу, замість призу в розмірі 1 мільйон гривень, співак обрав отримати від телеканалу СТБ студійний запис та створення кліпу дебютної сольної пісні «Вода ледяная», а також тривалу ротацію на радіостанції Хіт FM. Продюсуванням цієї пісні займався Вадим Лисиця.

### Сольна кар'єра
Після перемоги на проєкті «X-Фактор» співак почав виступати під новим псевдонімом — PTASHKIN. 19 квітня 2018 року у Львові відбувся його перший сольний концерт. В кінці року Михайло випустив свій перший професійний музичний кліп і авторську пісню «Вода ледяная», яку він написав після розставання з коханою дівчиною.
Я тривалий час переживав через втрачене кохання, був у депресії. Сподіваюся, слухачі впізнають себе у пісні, адже подібні емоції хоч раз в житті переживав кожен з нас.— прокоментував пісню Михайло.
В лютому 2019 року випустив трек під назвою «Baby» та кліп до нього. За словами співака, ця пісня — «філософський підсумок метаморфоз особистості в результаті формування світогляду і уявлень про відносини». В квітні того ж року вийшла пісня «Подружки», ідея якої прийшла Михайлу в період участі в шоу, а також кліп до неї.
Згодом співак взяв творчу павзу, а вже у вересні 2021 року повернувся назад із піснею «Забути». В грудні вийшов новий трек під назвою «Паранойя», який, за словами співака, «описує відносини, що складаються з нескінченних конфліктів та примирень, маніпуляцій і образ».

У грудні 2022 року, після повернення з фронту, випустив пісню про пережите на війні під назвою «Невідомий герой», разом з якою анонсував вихід свого першого мініальбому «Бойові бобри».
У березні 2023 року Михайло презентував мініальбом «Бойові бобри», до якого увійшло 8 пісень. Одна з них вже була випущена раніше — «Невідомий герой», а інші 7 були новими: «Марш „Бойових Бобрів“», «Святе», «Візьму автомат», «Я солдат», «Радій», «Донечка» та «Мамина молитва».
Ці, важливі для мене, треки описують наші з побратимами відчуття, які ми, без бойового досвіду, пережили на передовій. Ми опинились в умовах війни і мали взяти у руки зброю. В кожній з пісень зібрані наші думки, мрії та слова подяки найріднішим за молитви тощо.— так PTASHKIN прокоментував пісні свого мініальбому.
У червні вийшов кліп до пісні «Я солдат», в якій він розповідає про те, як він тимчасово полишив свою музичну кар'єру і пішов воювати у складі ЗСУ.

### Голос Країни 2023
Осінню 2023 року Михайло взяв участь у тринадцятому сезоні українського шоу «Голос Країни». На етапі сліпих прослуховувань він виступив зі своєю піснею «Невідомий герой», після чого потрапив до команди Артема Пивоварова. 29 жовтня у суперфіналі Михайло виконав цю пісню вдруге, а згодом його було оголошено переможцем шоу. Одразу після перемоги він вирішив продати кубок «Голосу Країни-13», щоб зібрати кошти на підтримку підрозділу «Бойові Бобри».
Також у жовтні Михайло дав інтерв'ю американському виданню The New York Times для статті «What It's Like to Be Young in Ukraine Now», де розповів історію своєї творчості, та як вона пов'язана з реаліями війни.

## Відеокліпи
10 жовтня 2018 року — Вода ледяная на YouTube
17 вересня 2021 року — Забути на YouTube
2 грудня 2022 року — Невідомий герой на YouTube
15 червня 2023 року — Я солдат на YouTube